# Lioness: Hidden Treasures
Lioness: Hidden Treasures è il terzo album in studio della cantante inglese Amy Winehouse, pubblicato postumo il 2 dicembre 2011 dalla Island. L'album contiene brani inediti e demo raccolti da Mark Ronson, Salaam Remi e dalla famiglia della cantante, tra cui il primo singolo, Body and Soul, con Tony Bennett.
Contemporaneamente al disco è stato pubblicato il secondo singolo, Our Day Will Come.
L'album è stato certificato disco di platino in Italia per le oltre 60 000 copie vendute.

## Tracce
1. Our Day Will Come – 2:49 (Mort Garson, Bob Hilliard)
2. Between the Cheats – 3:33 (Amy Winehouse, Salaam Remi)
3. Tears Dry (Original Recording) – 4:08 (Amy Winehouse, Nickolas Ashford, Valerie Simpson)
4. Will You Still Love Me Tomorrow? – 4:23 (Gerry Goffin, Carole King)
5. Like Smoke (feat. Nas) – 4:38 (Amy Winehouse, Salaam Remi, Nasir Jones)
6. Valerie ('68 version) – 4:00 (Sean Payne, Dave McCabe, Abi Harding, Boyan Chowdhury, Russell Pritchard)
7. The Girl from Ipanema – 2:47 (Norman Gimbel, Antônio Carlos Jobim, Vinicius de Moraes)
8. Half Time – 3:51 (Amy Winehouse, Fin Greenall)
9. Wake Up Alone (Original demo) – 4:24 (Amy Winehouse, Paul O'Duffy)
10. Best Friends, Right? – 2:56 (Amy Winehouse)
11. Body and Soul (feat. Tony Bennett) – 3:19 (Robert Sour, Frank Eyton, Edward Heyman, John Green)
12. A Song for You – 4:29 (Leon Russell)

La quinta traccia dell'album, Like Smoke, in collaborazione con Nas, non si chiamava inizialmente in questo modo; infatti, nella tracklist originale dell'album (visibile proprio nell'album stesso) la canzone era denominata Never Wanted You (To Be My Man).

## Classifiche
| Classifica (2011/2012) | Posizione massima |
| ---------------------- | ----------------- |
| Australia              | 8                 |
| Austria                | 1                 |
| Belgio (Fiandre)       | 3                 |
| Belgio (Vallonia)      | 6                 |
| Canada                 | 5                 |
| Croazia                | 1                 |
| Repubblica Ceca        | 5                 |
| Danimarca              | 16                |
| Paesi Bassi            | 1                 |
| Finlandia              | 18                |
| Francia                | 2                 |
| Germania               | 3                 |
| Grecia                 | 2                 |
| Ungheria               | 12                |
| Irlanda                | 4                 |
| Italia                 | 4                 |
| Messico                | 12                |
| Nuova Zelanda          | 2                 |
| Norvegia               | 6                 |
| Polonia                | 2                 |
| Portogallo             | 1                 |
| Russia                 | 3                 |
| Scozia                 | 2                 |
| Corea del Sud          | 1                 |
| Spagna                 | 2                 |
| Svezia                 | 4                 |
| Svizzera               | 1                 |
| Regno Unito            | 1                 |
| Stati Uniti            | 5                 |
| Stati Uniti (R&B)      | 1                 |

### Classifiche di fine anno
| Classifica (2011) | Posizione |
| ----------------- | --------- |
| Australia         | 63        |
| Austria           | 41        |
| Belgio (Fiandre)  | 100       |
| Danimarca         | 32        |
| Paesi Bassi       | 12        |
| Francia           | 17        |
| Germania          | 24        |
| Italia            | 31        |
| Messico           | 90        |
| Polonia           | 30        |
| Spagna            | 22        |
| Svezia            | 67        |
| Svizzera          | 33        |
| Regno Unito       | 11        |
| Classifica (2012) | Posizione |
| Argentina         | 40        |
| Belgio (Fiandre)  | 38        |
| Belgio (Vallonia) | 64        |
| Canada            | 20        |
| Francia           | 57        |
| Italia            | 38        |
| Nuova Zelanda     | 21        |
| Paesi Bassi       | 42        |
| Russia            | 23        |
| Spagna            | 24        |
| Stati Uniti       | 65        |
| Svezia            | 99        |
| Svizzera          | 17        |